# Gestreifter Blattrandkäfer

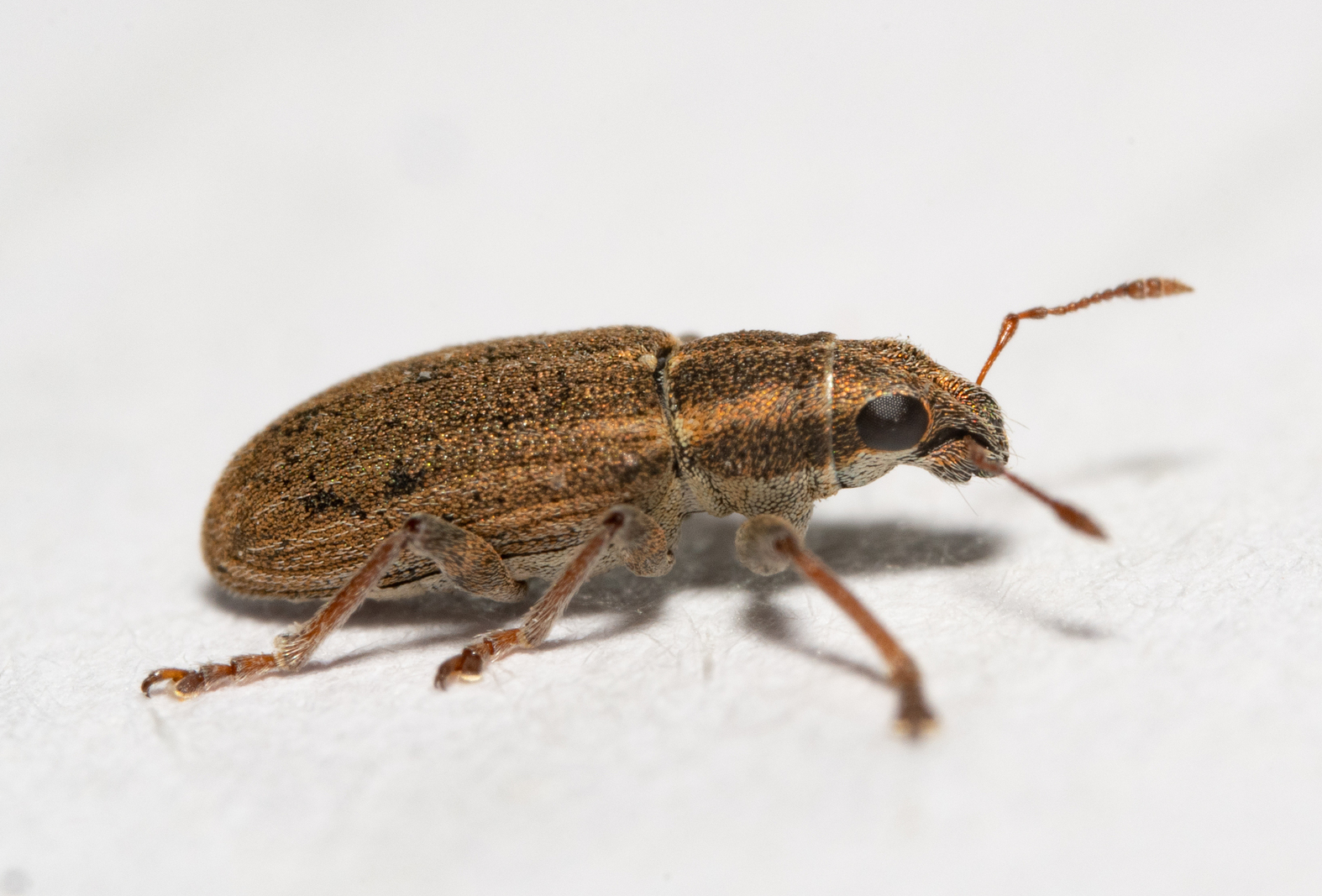
Seitenansicht

Der Gestreifte Blattrandkäfer (Sitona lineatus) ist ein Käfer aus der Familie der Rüsselkäfer (Curculionidae). In manchen Regionen gilt er als Schädling an Ackerbohnen und Erbsen.

## Merkmale
Die Käfer erreichen eine Körperlänge von vier bis fünf Millimetern. Sie sind braun bis schwarz gefärbt und mit kupfernen, graugrünen, gelblichen oder bräunlichen Schuppen bedeckt. Zwischen den Schuppen befinden sich sehr feine und kurze Haare. Auf dem Halsschild befinden sich drei dunkle Längslinien und auf den Deckflügeln (Elytren) verlaufen abwechselnd dunkle und helle Längsstreifen. Es kommen aber auch Individuen vor, die nur eine einfarbige, dunkle Körperfarbe haben.
Die Beine und Fühler sind gelb- bis rotbraun gefärbt, die Keule und Geißel der Fühler sind gelegentlich etwas dunkler. Der Rüssel beginnt auf Höhe der Facettenaugen schmaler zu werden und hat an seiner Spitze parallele Ränder. Der Halsschild ist breiter als der Kopf auf Höhe der Augen, ist aber knapp hinter dem Vorderrand sichtbar eingeschnürt. Er ist in der Mitte am breitesten. 

### Ähnliche Arten
- Sitona suturalis

## Vorkommen und Lebensweise
Die Tiere kommen in der Paläarktis, im Norden bis nach Zentralskandinavien und auch auf den Britischen Inseln vor. Sie wurden in Nordamerika eingeschleppt. Sie leben auf Feldern und Wiesen vom Flachland bis in hohe Lagen. Man findet sie von März bis Juli hauptsächlich an Erbsen, von denen sich sowohl Imagines, als auch Larven ernähren.
Die Weibchen legen ihre Eier an der Basis der Pflanzen ab. Die Larven leben unterirdisch an den Wurzeln, die nachtaktiven Imagines fressen bogenkreisförmige Löcher in die Ränder der Blätter. Sie treten pro Jahr gewöhnlich in einer Generation auf, in manchen sind es auch zwei.